# Éclipse lunaire du 16 août 2008
| Éclipse partielle de Lune du 16 août 2008                                                                                                 | Éclipse partielle de Lune du 16 août 2008 |
| --- | ----------------------------------------- |
| Vue depuis Solna en Suède. |                                           |
| Schéma de l'évolution de l'éclipse, tandis que la Lune passe de droite (Ouest) à gauche (Est) dans la partie Nord de l'ombre de la Terre. |                                           |
| Gamma | 0,5647                                    |
| Magnitude | 0,8124                                    |
| Localisation | Asie et Est de l'Afrique                  |
| Saros (membre de la série) | 138 (29 sur 83)                           |
| Durée (h:min:s) |                                           |
| Phases partielles | 3 h 8 min 53 s                            |
| Phases pénombrales | 5 h 33 min 59 s                           |
| Contacts (UTC) |                                           |
| P1 | 18:23:07                                  |
| U1 | 19:35:45                                  |
| Maximum | 21:10:08,5                                |
| U4 | 22:44:38                                  |
| P4 | 23:57:06                                  |
| |                                           |

L'éclipse lunaire du 16 août 2008 est une éclipse lunaire partielle.
Cette éclipse a débuté à 18 h 23 UTC le 16 août 2008 et la Lune fut presque totalement éclipsée par l'ombre de la Terre entre 19 h 35 et 22 h 44 UTC.

## Visibilité

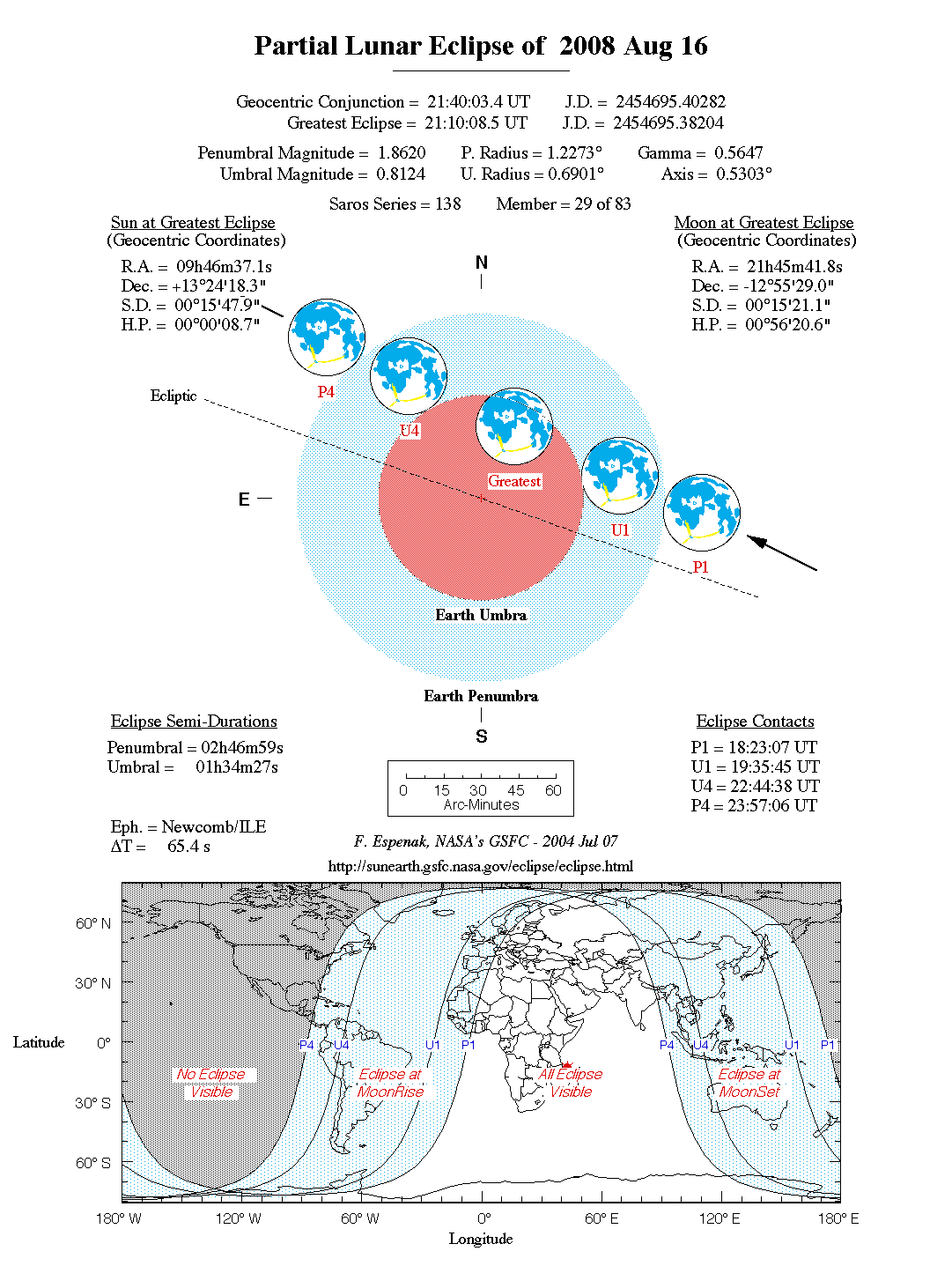